# Furen (distrikt)
Furen (bulgariska: Фурен) är ett distrikt i Bulgarien.   Det ligger i kommunen Obsjtina Krivodol och regionen Vratsa, i den nordvästra delen av landet, 90 km norr om huvudstaden Sofia.
Trakten runt Furen består till största delen av jordbruksmark. Runt Furen är det ganska tätbefolkat, med 108 invånare per kvadratkilometer.